# Шушталеп
Шушталеп — упразднённый посёлок в Кемеровской области России. Ныне микрорайон города Калтан.

## География
Шушталеп расположен на реке Кондома и железнодорожной линии Новокузнецк — Таштагол, в 343 км от Кемерово и в 5 км к югу от Осинников. 
Через посёлок протекает небольшая речка Шушталепка, берущая начало в горной тайге и бурно разливающаяся во время таяния снега, являющаяся правым притоком Кондомы. Часть посёлка, расположенная в долине реки Кондома, ежегодно подвергается наводнениям. Через Кондому переброшен пешеходный мост в деревню Фёдоровка Новокузнецкого района на левом берегу реки.

## Население
Русские, шорцы. По состоянию на 2016 год население административного участка 5 составляет 2000 человек.

## Экономика
Через посёлок проходит шоссейная автомобильная дорога с твёрдым покрытием, обеспечивающая автобусное сообщение посёлка с близлежащими населёнными пунктами и шахтами. По имени посёлка названа шахта «Шушталепская», расположенная в Малышевом Логе. Население посёлка работает на шахтах и предприятиях близлежащих городов: на Южно-Кузбасской ГРЭС, угольном разрезе «Калтанский». 

## История
Возник на месте шорского улуса примерно в 1800—1806 гг. в период колонизации Сибири. В то время шорцы, народ тюркского происхождения, жили при патриархально-родовых отношениях. Однако ещё до прихода русских они прослыли кузнецами, добывали руду и плавили железо в VI веке. Русские же в основном интересовались соболем.
Большое влияние на развитие края оказали геологические находки, а также акционерное общество Кузнецких каменноугольных копей (Копикуз), перед которым в 1912 году царским правительством была поставлена задача развития угольной промышленности, строительства металлургического завода и коксохимического производства. Выбор пал на Шушталепскую площадку и работы начались, но первая мировая война, а за ней революция в России, сорвали эти планы.
С 1924 по 1961 являлся центром Шушталепского сельсовета Кузедеевского района, с 1961 по 1987 в составе Осинниковского горсовета, с 1987 в составе Осинниковского района, с 1993 в составе Калтанского горсовета.

## Улицы
| - Береговая - Железнодорожная - Знаменка - Карла Маркса - Максима Горького - Минина | - Минская - Набережная - Омская - Пионерская - Победы - Пожарского | - Почтовая - Репина - Славы - Солнечная - Стахановская - Тепличная - Центральная - Шота Руставели |

## Транспорт
Автомобильная дорога Осинники — Шушталеп — Калтан — Сарбала — Малиновка — Мундыбаш — Таштагол — Горно-Алтайск соединяет Западную Сибирь с Горным Алтаем, Монголией и Китаем.
Имеется остановочный пункт Шушталеп на Южно-Кузбасской ветке ЗСЖД.